# Jordan Nunatak
Jordan Nunatak är en nunatak i Antarktis. Den ligger i Västantarktis. Inget land gör anspråk på området. Toppen på Jordan Nunatak är 519 meter över havet.
Terrängen runt Jordan Nunatak är kuperad söderut, men norrut är den platt. Terrängen runt Jordan Nunatak sluttar söderut. Trakten är obefolkad. Det finns inga samhällen i närheten.